# Élections au Parlement valencien de 1991
Les élections au Parlement valencien de 1991 (en catalan : Eleccions a les Corts Valencianes de 1991, en espagnol : Elecciones a las Cortes Valencianas de 1991) se tiennent le dimanche 26 mai 1991, afin d'élire les 89 députés de la IIIe législature du Parlement valencien pour un mandat de quatre ans.

## Mode de scrutin
Le Parlement valencien (Corts valencianes) est une assemblée parlementaire monocamérale constituée de 89 députés (diputats) élu pour une législature de quatre ans au suffrage universel direct selon les règles du scrutin proportionnel d'Hondt par l'ensemble des personnes résidant dans la communauté autonome où résidant momentanément à l'extérieur de celle-ci, si elles en font la demande.

### Convocation du scrutin
Conformément à l'article 12 du statut d'autonomie de la Communauté valencienne, le Parlement est élu pour un mandat de quatre ans et les élections se tiennent « le quatrième dimanche du mois de mai, tous les quatre ans, conformément aux dispositions de la loi organique relative au régime électoral général. » L'article 14 de loi électorale valencienne du 1er mars 1987 précise que les élections sont convoquées au moyen d'un décret du président de la Généralité valencienne, publié au Journal officiel, et que le scrutin se tient entre 54 et 60 jours à compter de la publication du décret.

### Nombre de députés par circonscription
Puisque l'article 12 du statut d'autonomie prévoit que « le Parlement valencien sera constitué d'un nombre de députés compris entre 75 et 100 », l'article 11 de la loi électorale indique que le nombre de parlementaires est fixé à 89 et attribue à chaque circonscription 20 sièges d'office, les 29 mandats restant étant distribués en fonction de la population provinciale. L'article 10 énonce par ailleurs que  « lors des élections au Parlement valencien, chaque province formera une circonscription électorale. ».
Le décret de convocation des élections, publié le 2 avril 1991, dispose que la circonscription d'Alicante se voit attribuer 30 députés, la circonscription de Castellón 22 députés et la circonscription de Valence 37 députés.

### Présentation des candidatures
Peuvent présenter des candidatures, : 
- les partis et fédérations de partis inscrits auprès des autorités ;
- les coalitions de partis et/ou fédérations inscrites auprès de la commission électorale au plus tard dix jours après la convocation du scrutin ;
- les groupes d'électeurs bénéficiant du parrainage d'au moins 1 % des électeurs de la circonscription.

### Répartition des sièges
Seules les listes ayant recueilli au moins 5 % des suffrages valides dans l'ensemble de la communauté autonome peuvent participer à la répartition des sièges à pourvoir dans une circonscription, qui s'organise en suivant différentes étapes : 
- les listes sont classées en une colonne par ordre décroissant du nombre de suffrages obtenus ;
- les suffrages de chaque liste sont divisés par 1, 2, 3... jusqu'au nombre de députés à élire afin de former un tableau ;
- les mandats sont attribués selon l'ordre décroissant des quotients ainsi obtenus[8].

## Campagne

### Principales forces politiques
| Force politique | Force politique                                                    | Force politique | Chef de file                            | Idéologie                                                                     | Résultats en 1987          |
| --------------- | ------------------------------------------------------------------ | --------------- | --------------------------------------- | ----------------------------------------------------------------------------- | -------------------------- |
|                 | Parti socialiste ouvrier espagnol Partit Socialista Obrer Espanyol | PSOE            | Juan Lerma (Président de la Généralité) | Centre gauche Social-démocratie, progressisme, valencianisme                  | 41,7 % des voix 42 députés |
|                 | Parti populaire Partit Popular                                     | PP              | Pedro Agramunt                          | Centre droit à droite Libéral-conservatisme, démocratie chrétienne, unionisme | 25,0 % des voix 25 députés |
|                 | Centre démocratique et social Centre Demòcratic i Social           | CDS             | José Herrera Medina                     | Centre Libéralisme, social-libéralisme, démocratie chrétienne                 | 11,4 % des voix 10 députés |
|                 | Union valencienne Unió Valenciana                                  | UV              | Héctor Villalba Chirivella              | Droite Conservatisme, blavérisme, valencianisme                               | 9,2 % des voix 6 députés   |
|                 | Gauche unie du Pays valencien Esquerra Unida del País Valencià     | EUPV            | Albert Taberner (ca)                    | Gauche radicale Communisme, républicanisme, valencianisme                     | En coalition 4 députés     |
|                 | Unité du peuple valencien Unitat del Poble Valencià                | UPV             | Pere Mayor                              | Gauche Socialisme, valencianisme                                              | En coalition 2 députés     |

## Résultat

### Total régional
| Représentation en hémicycle sur un axe gauche-droite du résultat. |                                          |           |       |      |        |               |  |  |
| Partis                                                            | Partis                                   | Voix      | %     | +/-  | Sièges | +/-           |  |  |
|                                                                   | Parti socialiste ouvrier espagnol (PSOE) | 860 429   | 43,29 | 1,57 | 45     | 3             |  |  |
|                                                                   | Parti populaire (PP)                     | 558 617   | 28,11 | 4,15 | 31     | 6             |  |  |
|                                                                   | Union valencienne (UV)                   | 208 126   | 10,47 | 1,23 | 7      | 1             |  |  |
|                                                                   | Gauche unie du Pays valencien (EUPV)     | 151 242   | 7,61  | Abs  | 6      | 2             |  |  |
|                                                                   | Centre démocratique et social (CDS)      | 76 433    | 3,85  | 7,56 | 0      | 10            |  |  |
|                                                                   | Unité du peuple valencien (UPV)          | 73 813    | 3,71  | Abs  | 0      | 2             |  |  |
|                                                                   | Les Verts (LV) (ca)                      | 35 375    | 1,78  | 0,68 | 0      | en stagnation |  |  |
|                                                                   | Autres                                   | 23 468    | 1,18  | –    | 0      | en stagnation |  |  |
|                                                                   |                                          |           |       |      |        |               |  |  |
| Votes valides                                                     | Votes valides                            | 1 987 503 | 98,42 |      |        |               |  |  |
| Votes blancs                                                      | Votes blancs                             | 20 606    | 1,02  |      |        |               |  |  |
| Votes nuls                                                        | Votes nuls                               | 11 302    | 0,56  |      |        |               |  |  |
| Total                                                             | Total                                    | 2 019 411 | 100   | –    | 89     | en stagnation |  |  |
| Abstentions                                                       | Abstentions                              | 897 054   | 30,76 |      |        |               |  |  |
| Inscrits / Participation                                          | Inscrits / Participation                 | 2 916 465 | 69,24 |      |        |               |  |  |

### Par circonscription
|             |             |         |         |        |               |         |         |        |               |           |           |        |               |  |  |  |  |
| Sièges      | Sièges      | 30      | 30      | 30     | 1             | 22      | 22      | 22     | 1             | 37        | 37        | 37     | en stagnation |  |  |  |  |
|             |             |         |         |        |               |         |         |        |               |           |           |        |               |  |  |  |  |
|             |             | Nombre  | Nombre  | %      | %             | Nombre  | Nombre  | %      | %             | Nombre    | Nombre    | %      | %             |  |  |  |  |
| Inscrits    | Inscrits    | 927 812 | 927 812 | 100,00 | 100,00        | 347 039 | 347 039 | 100,00 | 100,00        | 1 641 614 | 1 641 614 | 100,00 | 100,00        |  |  |  |  |
| Abstentions | Abstentions | 297 828 | 297 828 | 32,10  | 32,10         | 96 124  | 96 124  | 27,70  | 27,70         | 503 102   | 503 102   | 30,65  | 30,65         |  |  |  |  |
| Votants     | Votants     | 629 984 | 629 984 | 67,90  | 67,90         | 250 915 | 250 915 | 72,30  | 72,30         | 1 138 512 | 1 138 512 | 69,35  | 69,35         |  |  |  |  |
| Nuls        | Nuls        | 3 721   | 3 721   | 0,59   | 0,59          | 1 770   | 1 770   | 0,71   | 0,71          | 5 811     | 5 811     | 0,51   | 0,51          |  |  |  |  |
| Blancs      | Blancs      | 6 600   | 6 600   | 1,05   | 1,05          | 2 674   | 2 674   | 1,07   | 1,07          | 11 332    | 11 332    | 1,00   | 1,00          |  |  |  |  |
| Exprimés    | Exprimés    | 619 663 | 619 663 | 98,36  | 98,36         | 246 471 | 246 471 | 98,22  | 98,22         | 1 121 369 | 1 121 369 | 98,49  | 98,49         |  |  |  |  |
|             |             |         |         |        |               |         |         |        |               |           |           |        |               |  |  |  |  |
| Partis      | Partis      | Voix    | %       | Sièges | +/-           | Voix    | %       | Sièges | +/-           | Voix      | %         | Sièges | +/-           |  |  |  |  |
|             | PSOE        | 279 594 | 45,12   | 16     | 2             | 103 069 | 41,82   | 11     | en stagnation | 477 766   | 42,61     | 18     | 1             |  |  |  |  |
|             | PP          | 207 159 | 33,43   | 12     | 3             | 87 908  | 35,67   | 9      | 1             | 263 550   | 23,50     | 10     | 2             |  |  |  |  |
|             | UV          | 10 794  | 1,74    | 0      | en stagnation | 12 953  | 5,26    | 1      | 1             | 184 379   | 16,44     | 6      | en stagnation |  |  |  |  |
|             | EUPV        | 45 458  | 7,34    | 2      | 1             | 11 964  | 4,85    | 1      | en stagnation | 93 820    | 8,37      | 3      | 1             |  |  |  |  |
|             | CDS         | 36 675  | 5,92    | 0      | 4             | 11 715  | 4,75    | 0      | 3             | 28 043    | 2,50      | 0      | 3             |  |  |  |  |
|             | UPV         | 17 655  | 2,85    | 0      | 1             | 12 267  | 4,98    | 0      | en stagnation | 43 891    | 3,91      | 0      | 1             |  |  |  |  |
|             | LV (ca)     | 10 422  | 1,68    | 0      | en stagnation | 3 994   | 1,62    | 0      | en stagnation | 20 959    | 1,87      | 0      | en stagnation |  |  |  |  |
|             | Autres      | 11 906  | 1,92    |        |               | 2 601   | 1,06    |        |               | 8 961     | 0,80      |        |               |  |  |  |  |